# 文台
文台（ぶんだい）とは、書籍や短冊などを載せるために使われた机状の台のこと。

## 概要
平安時代に儀式や歌合、釈奠などで用いられた甲板1尺5寸×1尺・高さ3尺の黒漆塗りの4脚の台で、詩歌を記した懐紙を載せた筥（「文台の筥」）を載せるために用いられた。後には硯箱の蓋を仰向けにして文台の筥の代替とする場合もあった。
室町時代に入ると背の高い文台が廃れ、代わって文台の筥として要素を併せ持った高さの低い文台が作られ、これに硯箱や書籍等も載せるようになった。また、文台に様々な意匠が施され、硯箱と意匠を統一したセットの物や蒔絵や織物張りの物も現れ、床飾などの装飾品としての役割を果たす物もあった。現存する江戸時代のものは1尺7寸-2尺×1尺2寸・高さ3-4寸ほどの4脚の台になっている物が多い。